# Придністровська війна
Придністро́вська війна́ (рум. Războiul din Transnistria; рос. Война в Приднестровье) — військовий конфлікт, що виник на початку 1990-х між Республікою Молдова та самопроголошеною Придністровською Молдавською Республікою, підтриманою Російською Федерацією. Пік протистояння припав на березень—липень 1992 року, коли між сторонами виникло збройне протистояння за активної участі регулярних підрозділів 14-ї армії Збройних сил РФ, яке завершилось підписанням мирної угоди (21 липня 1992). Конфлікт досі не вирішений, та з того часу перейшов у фазу холодного протистояння, економічних санкцій.
Бойові дії посилилися 1 березня 1992 року і, чергуючись із тимчасовим припиненням вогню, тривали протягом весни та початку літа 1992 року, поки 21 липня 1992 року не було оголошено припинення вогню. Цей військовий конфлікт також називають молдовсько-російською війною (рум. Războiul moldo-rus) у Молдові та Румунії. Серед українських добровольців її називають «Війною на річці» або «Черешнева війна», оскільки велася у садах черешні від часу цвітіння до достигання плодів.

## Передумови

### Історичні причини
Історично Придністров'я входило до складу Речі Посполитої та Гетьманщини, із кінця XVIII століття опинилося на південно-західних околицях Подільської та Херсонської губерній Російської імперії. До радянської окупації Бессарабії та Північної Буковини та створення Молдавської РСР у 1940 році Бессарабська частина Молдови, тобто частина, що розташована на захід від річки Дністер, входила до складу Румунського королівства (1918—1940). Пакт Молотова — Ріббентропа між Радянським Союзом і Третім Рейхом, що призвів до подій 1940 р., пізніше був денонсований сучасною Молдовою, яка оголосила його «недійсним» у своїй Декларації незалежности в 1991 р. Однак після розпаду Радянського Союзу територіальні зміни, що виникли в результаті цього, залишилися на місці.
До створення Молдавської РСР сучасне Придністров'я входило до складу Української РСР, як автономна республіка, яка називалася Молдавською АРСР, зі столицею в Тирасполі (1924—1940). Це трохи більше десятої частини території Молдови.

### Політичні причини
Наприкінці 1980-х рр. етнонаціональне крило молдовської еліти мало за мету здобути в ході Перебудови якомога більше автономії для республіки від союзного центру — аж до незалежности Молдови. При цьому місцеві керівники бажали зберегти цілісність республіки та створити нову національну ідентичність громадян. Важливим фактором формування (або відновлення) молдовської ідентичности було зближення Молдови із етнічно, мовно та історично близькою Румунією.
Придністровсько-молдавська еліта формувалася не так за етнонаціональними ознаками, як за наближеністю до радянської номенклатури (багато керівників підприємств Придністров'я були росіянами або українцями), тому відчувала залежність від Москви та не бажала розривати економічних зв'язків із нею. Зрештою, промисловий комплекс Придністров'я було розраховано насамперед на ринки УРСР та РРФСР. Таким чином, придністровські керівники не підтримали курс, який було взято владою МРСР. Натомість їхньою метою стало недопущення «румунізації» Придністров'я, збереження його економічних та політичних зв'язків із СРСР.
Важливим фактором розвитку конфлікту стала присутність у Придністров'ї 14-ї радянської (пізніше — російської) армії. Вона стала захисником інтересів місцевої еліти та проросійського прошарку регіону в ході конфлікту, що починався. Багато в чому присутність регулярних російських військ завадила молдовській владі реалізувати силовий сценарій розв'язання конфлікту. 1992 року командування армією було доручено генералу Олександру Лебедю.

### Етнічні причини
Етнічний склад населення Придністров'я історично був мішаним, більше українським на півночі та румуномовним на півдні, із урбанізацією збільшилася частка російського населення. Натомість населення решти Молдови більш однорідне, воно в більшості користується румунською мовою. Саме мовна та етнічна відмінності стали головними передумовами для швидкої ескалації конфлікту.
|           | Перепис 1939 | Перепис 1989 | Перепис 2004 | Перепис 2015 |
| --------- | ------------ | ------------ | ------------ | ------------ |
| Молдовани | 39.6 %       | 40.0 %       | 31.9 %       | 33.2 %       |
| Українці  | 32.1 %       | 28.3 %       | 28.8 %       | 26.7 %       |
| Росіяни   | 14.7 %       | 25.4 %       | 30.4 %       | 33.8 %       |
| інші      | 13.6 %       | 6.3 %        | 8.9 %        | 6.3 %        |

## Військова сила

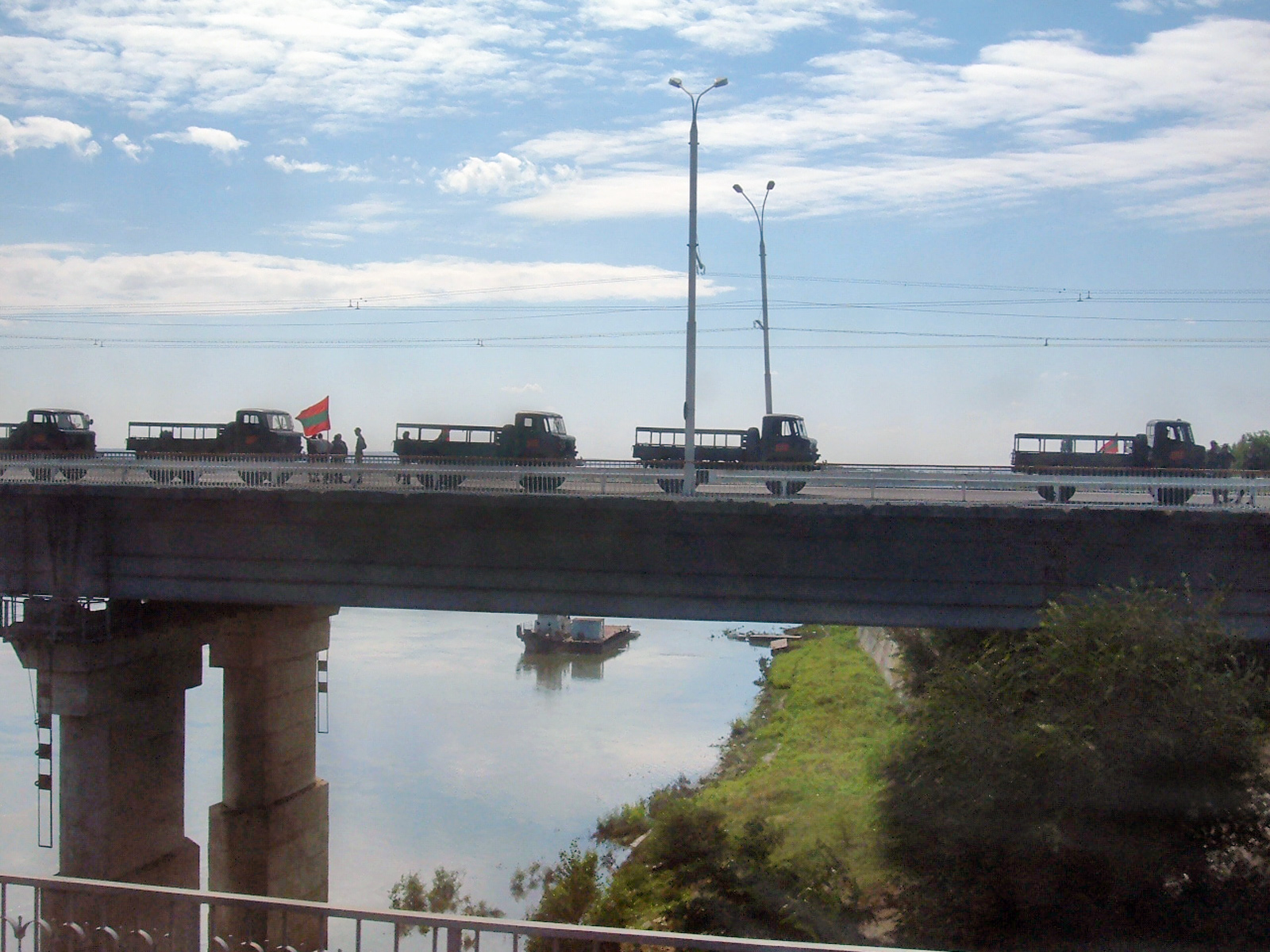
Вантажівки ПМР на мосту між Тирасполем і Бендерами (Тігіна)

До 1992 року в Молдові були війська підпорядковані Міністерству внутрішніх справ. 17 березня 1992 року вони почали набирати війська для новоствореного Міністерства оборони. Станом на липень 1992 року загальна чисельність молдовських військ оцінювалася в 25 000–35 000 осіб, включаючи призваних офіцерів поліції, призовників, резервістів і добровольців, особливо з молдовських населених пунктів поблизу зони конфлікту.
На додаток до радянської зброї, успадкованої після здобуття незалежності, Молдова також отримала зброю від Румунії. Румунія також направила військових радників і добровольців на допомогу Молдові під час війни.
Водночас російська 14-а гвардійська армія на території Молдови налічувала близько 14 тис. професійних солдатів. Влада ПМР мала 9 тис. міліціонерів, підготовлених і озброєних офіцерами 14-ї армії. Добровольці приїхали з Російської Федерації: ряд донських, кубанських, оренбурзьких, сибірських та місцевих придністровських чорноморських козаків приєдналися до боротьби разом з сепаратистами. Через нерегулярний склад сил чисельність військ ПМР є спірною, але вважається, що протягом березня вона налічувала близько 12 тис.
Сили 14-ї армії, дислоковані в Придністров'ї, воювали разом із силами ПМР і від їх імені. Значну частину особового складу російської 14-ї армії становили місцеві призовники та офіцери, які отримали місцеве проживання. Підрозділи ПМР змогли озброїтися зброєю, взятою із складів колишньої 14-ї армії. Російські війська вирішили не протистояти підрозділам ПМР, які прийшли на допомогу з армійських запасів; Навпаки, у багатьох випадках вони допомагали військам ПМР озброїтися, передаючи їм зброю та відкриваючи їм склади боєприпасів.
У грудні 1991 року влада Молдови заарештувала генерал-лейтенанта Яковлєва на території України, звинувативши його в допомозі військам ПМР озброїтися, використовуючи запаси озброєння 14-ї армії. На той час генерал Яковлєв одночасно був і командувачем 14-ї армії, і «начальником Управління національної оборони і безпеки» ПМР. Уряд Росії заступився перед урядом Молдови, щоб добитися звільнення генерала Яковлєва в обмін на 26 поліцейських, затриманих силами ПМР на початку боїв у Дубоссарах.
5 квітня 1992 року віце-президент Російської Федерації Олександр Руцькой у промові перед 5000 людей у Тирасполі закликав народ Придністров'я здобути свою незалежність.

## Хронологія

### 1989—1992

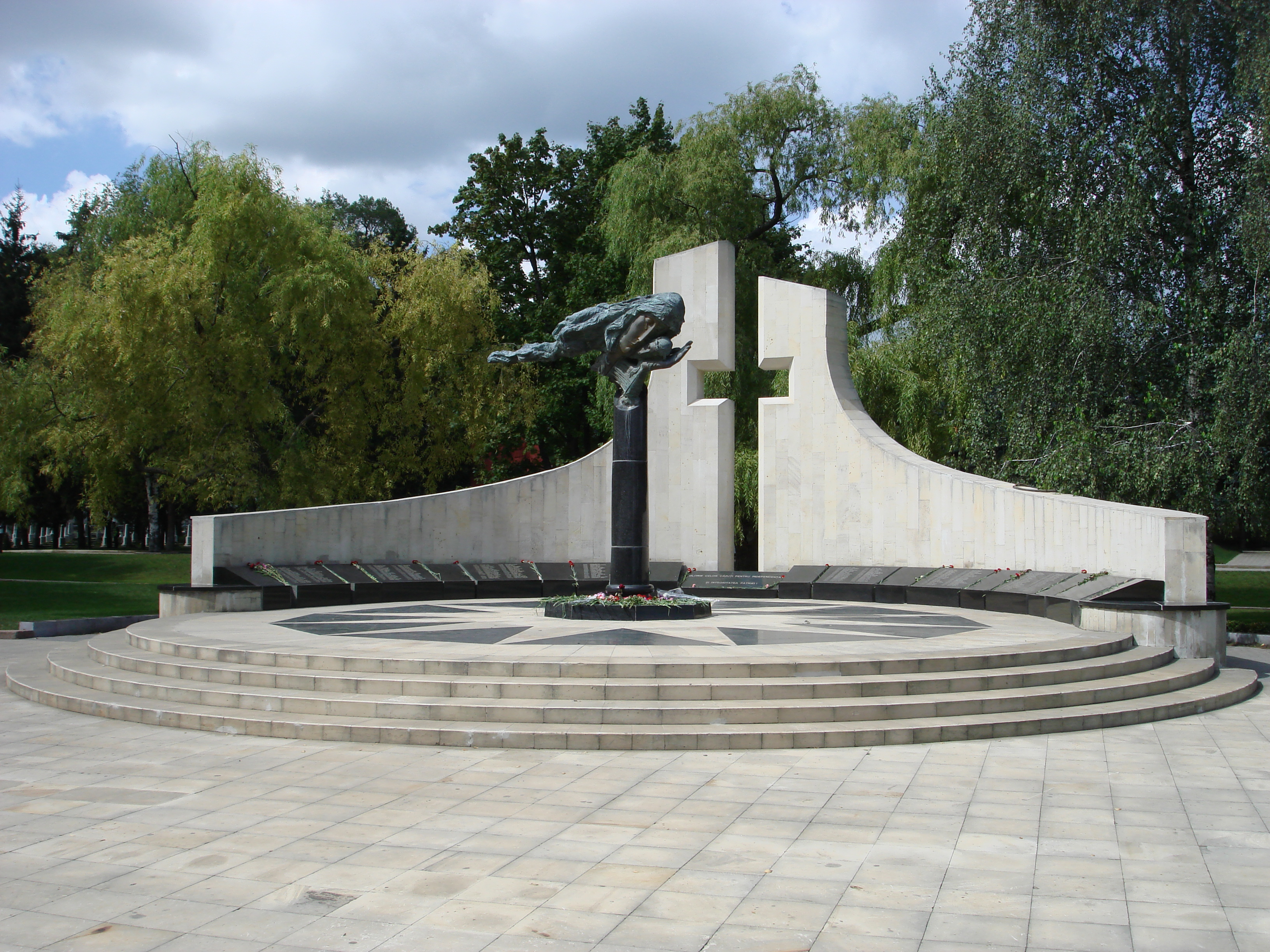
Пам'ятник жертвам конфлікту в Кишиневі

В цей період відбулася консолідація двох еліт — з одного боку консервативної придністровської, орієнтованої на збереження СРСР та економічних зв'язків із Росією та Україною; з іншого — націоналістичної молдовської, що прагнула незалежности Молдови та її приєднання до Румунії. Приводом для конфлікту та основним засобом мобілізації суспільної підтримки в Придністров'ї стало мовне питання.
2 вересня 1990 року було проголошено «Придністровську Молдавську Республіку». 25 серпня 1991 року було оголошено про її незалежність. Після початкової спроби сил та «війни декретів», сторони звернулись до зовнішньої підтримки. Молдовська влада шукала її в Бухаресті, придністровська — в Москві та Києві. ПМР розраховувала підписати новий союзний договір, проект якого розробляли 1991 року, як окремий суб'єкт СРСР. Однак, після провалу ДКНС в серпні 1991 року, надії ПМР на підтримку радянської номенклатури було поховано. 27 серпня парламент Республіки Молдова прийняв декларацію про незалежність, включно із територію на лівому березі Дністра. Молдовський парламент звернувся до уряду СРСР з вимогою «розпочати переговори з урядом Придністров'я з метою припинення нелегальної окупації території Республіки Молдова і негайного виведення радянських військ».
28 серпня 1991 року лідер самопроголошеної республіки відвідав Київ, проте 29 серпня молдовські спецпідрозділи заарештували його в Києві, після чого Смирнова відправили в кишинівську тюрму (1 жовтня того ж року Смирнова звільнили).
З цього часу в конфлікт втрутилася 14-та радянська (з 1992 року — російська) армія, розміщена в Придністров'ї. Вона була найпотужнішою у військовому розумінні силою конфлікту і виступила на боці ПМР. За допомогою озброєння 14 армії придністровська влада здійснила «повзучий путч», фактично захопивши владу на лівому березі Дністра. У відповідь на такі дії, 28 березня 1992 року Республіка Молдова оголосила запровадження надзвичайного стану в країні. Конфлікт перейшов у фазу відкритого озброєного протистояння.

### Березень— липень 1992
Збройні сили Молдови здійснили спробу розгромити військові формування в Придністров'ї та встановити суверенітет Республіки Молдова над цією територією. Однак, співвідношення сил було не на користь молдовської армії. Загони ПМР мали у власному розпорядженні важку зброю 14-ї російської армії, в той час як молдовські війська взагалі майже не мали важкої зброї. Отож, їхній наступ було швидко зупинено; лінія фронту стабілізувалася.
В районі міста Дубоссари під артилерійський вогонь молдовських сил потрапили частини 14-ї армії РФ, керівництво якої заявило, що буде змушене наступного разу відповідати вогнем. У результаті цього 9 червня було досягнуто домовлености про припинення вогню. Пізніше, в липні, збройні загони ПМР здійснили рейд на правий берег та заблокували в Бендерах загони молдовської поліції, на що Молдова відповіла наступом.
Бій за Бендери став найбільшою битвою впродовж всього конфлікту. Загальна кількість загиблих перевищила 600 чоловік, кількість біженців перевищила 80 тисяч. Наступ молдовських військ був безсилим проти підтриманих російськими танками придністровських загонів.
22 та 26 червня відбулося бойове застосування МіГ-29 ВПС Молдови, який був збитий ППО 14-ї армії РФ. Молдовське керівництво розпочало пошук мирних рішень. 21 липня 1992 року в Москві між президентом Республіки Молдова Мірчею Снеґуром та президентом Російської Федерації Борисом Єльциним у присутності лідера Придністров'я Ігоря Смирнова було підписано Угоду про принципи врегулювання збройного конфлікту в Придністровському регіоні Республіки Молдова.

### Після липня 1992
Після підписання мирної угоди 21 липня 1992 конфлікт перебуває у стадії деескалації та врегулювання. Сторони погодилися на двосторонні заходи із відведення збройних формувань з обох сторін за лінію протистояння, створення буферної зони, розміщення спеціальної комісії та спільних миротворчих сил, до складу яких увійшли військові контингенти від Придністровської Молдовської Республіки, Республіки Молдова, Російської Федерації та 10 військових спостерігачів від України.
За домовленостями 1992 року, було гарантовано нейтралітет 14-ї армії в конфлікті. Сторони визнали одночасно територіальну цілісність Молдови та право Придністров'я «самостійно вирішувати власну долю» в разі змін державного статусу Молдови. Тут ідеться про імовірне приєднання Молдови до Румунії, ідея якого існувала в 1990-х роках. Такий компроміс виявився нестабільним, і 1994 року ОБСЄ розробила та запропонувала сторонам новий план, за яким Придністров'ю було гарантовано широкі права автономії.
Разом із тим, ціла низка проблем у відносинах між сторонами залишається без вирішення. Окрім формальної проблеми визначення того, чим є «спільна держава» Молдови і Придністров'я, існує економічна проблема. В Придністров'ї сформувалася специфічна економічна система — гібрид планового господарства та кланового капіталізму, і більшість економічних ресурсів зосереджено в руках незмінного голови держави та його оточення. В Молдові триває перехід до ринкової економіки, при цьому зростає тіньова економіка та панує «номенклатурна приватизація». Це створює передумови для перетворення Придністров'я на офшорну зону та джерело контрабанди регіонального масштабу, що зачіпає інтереси сусідньої України. Політичні чинники тісно переплелися з економічними. Періодично зацікавлені треті сторони пропонували різноманітні варіанти остаточного врегулювання, з-поміж яких найбільш відомими є план Козака та план Ющенка. Проте конфлікт так і не був вирішений.

## Комісія з питань припинення вогню та спільного контролю

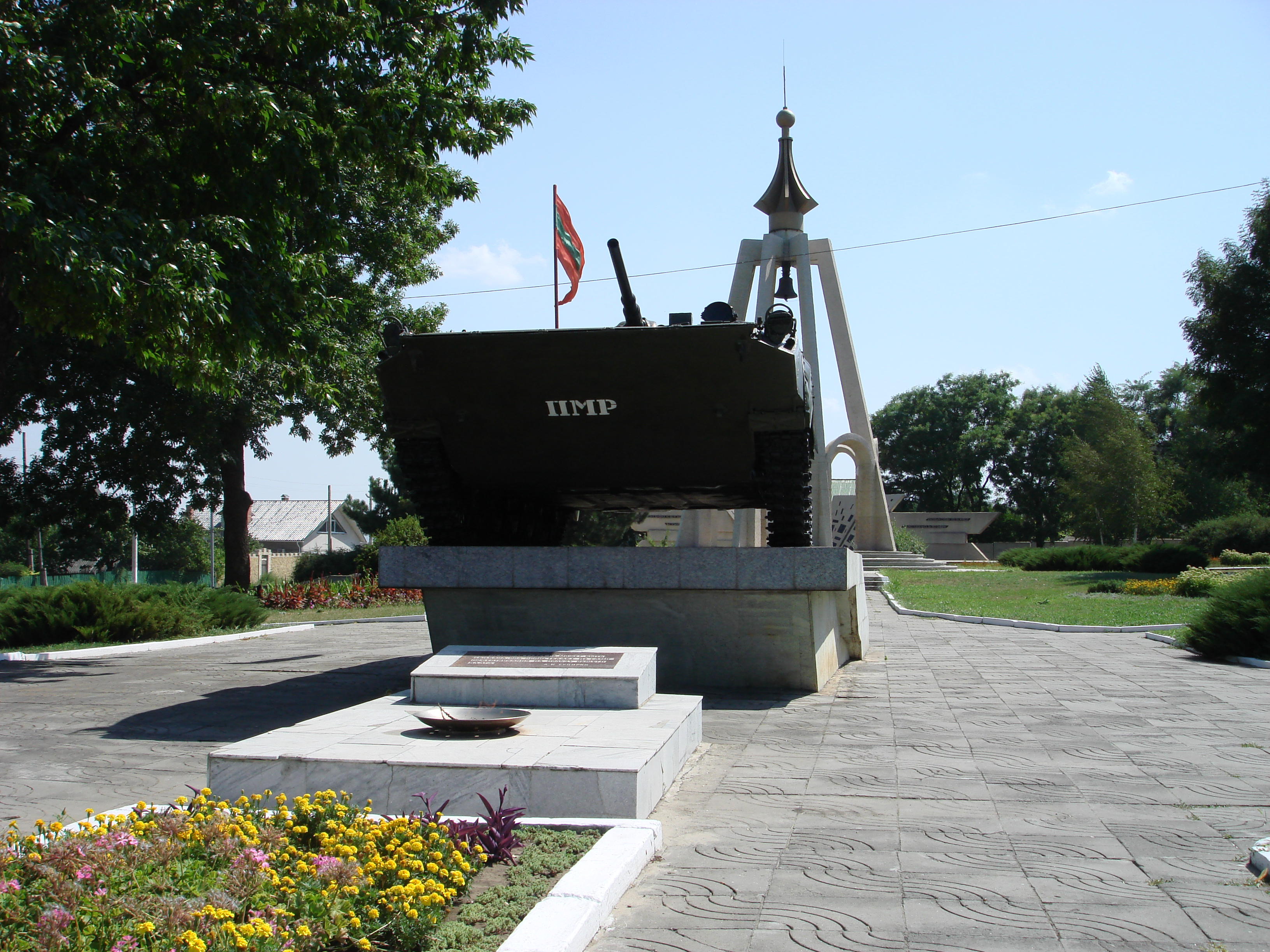
Військовий меморіал у Бендерах

21 липня було підписано угоду про припинення вогню. Цей офіційний документ, широкі лінії якого виклала російська сторона, підписали президенти Російської Федерації (Борис Єльцин) і Молдови (Мірча Снєгур). Угода передбачала створення миротворчих сил, покладених на забезпечення дотримання режиму припинення вогню та безпеки, до складу яких входять п'ять російських батальйонів, три батальйони Молдови та два батальйони ПМР за розпорядженням об'єднаної військової командної структури — Спільної контрольної комісії (СКК).
За оцінками, загалом у конфлікті загинуло близько тисячі людей, кількість поранених наближається до 3000. На відміну від багатьох інших пострадянських конфліктів, ВПО (внутрішньо переміщені особи) не досягли великої кількости у війні в Придністров'ї.
Через кілька днів після узгодження перемир'я відбулося військове зіткнення між місцевим загоном самооборони та молдовською армією в Гісці (Гиска), селі з етнічною більшістю росіян поблизу Бендер. Загинули щонайменше троє жителів села. Під час бою цивільні будівлі були пошкоджені або знищені артилерійським вогнем. Пізніші повідомлення про порушення режиму припинення вогню були взяті під контроль, загиблих немає.
Роль російської 14-ї армії в цьому районі була вирішальною для результату війни. Нижче становище молдовської армії не дозволило їй отримати контроль над Придністров'ям. Відтоді Російська Федерація розпустила 14-ту армію і скоротила чисельність військ у Придністров'ї до корпусу з близько 1300 чоловік, які входять до складу СКК.
Через переважну військову перевагу ПМР у Молдови було мало шансів на перемогу, а бойові дії були непопулярні серед скептично налаштованого молдовського населення.

## Порушення прав людини
Згідно з повідомленням Правозахисного центру «Меморіал», місцеві очевидці Бендер 19 червня 1992 року бачили, як молдовські війська на бронетехніці навмисно обстрілювали будинки, двори та автомобілі з великокаліберних кулеметів. Наступного дня молдовські війська нібито стріляли в мирних жителів, які ховалися в будинках, намагалися втекти з міста або допомагали пораненим гвардійцям ПМР. Інші місцеві очевидці свідчили, що того ж дня беззбройних людей, які зібралися на центральній площі Бендер на вимогу виконкому ПМР, обстріляли з кулеметів. Лікарі в Бендерах повідомили спостерігачам HRC, що в результаті сильного вогню з молдовських позицій у період з 19 по 20 червня вони не змогли відвідати поранених.
З 21 по 22 червня обидві сторони вели інтенсивні вуличні бої в містах, в яких застосовувалися танки, артилерія та гранатомети. Офіцери з обох сторін визнали, що ці дії призвели до збільшення жертв серед мирного населення. Протягом цього періоду були обстріляні машини швидкої допомоги, обидві сторони звинувачували одна одну в нападах. Джерела ПМР повідомили, що в Бендерах один лікар загинув і кілька поранено, а в Каушанах поранено шість співробітників швидкої допомоги.
У молдовській столиці Кишиневі спостерігачі HRC «Меморіал» опитали 12 придністровських військовополонених. Ув'язнені заявили, що під час попереднього затримання та допитів у Каушанах молдовська поліція їх жорстоко побила кийками та прикладами, а також погрожувала розстрілом. Також надходили повідомлення про побиття та катування полонених молдовських поліцейських, солдатів і добровольців силами ПМР.

## Зовнішня участь

### Участь Російської Федерації
Хоча російська армія офіційно зайняла позицію нейтралітету та непричетності, багато її офіцерів прихильно ставилися до новоствореної Придністровської Молдавської Республіки (ПМР), а деякі навіть дезертували, щоб відкрито допомогти стороні ПМР. Саперний батальйон ROG Parcani за наказом генерала Буткевича перейшов на бік ПМР. Пізніше цей батальйон знищив мости в Дубасарі, Гура Бакулуй-Бачіок і Кошниці. Молдовські війська застосували авіацію в селі Паркани (Паркани) та обстріляли там станцію ROG, що означало залучення не лише ПМР, а й російських сил.
У 1991 воєнізовані формування ПМР здійснили набіги на склади постачання 14-ї гвардійської армії, захопивши невідому, але велику кількість техніки. Оскільки командувач 14-ї гвардійської армії генерал Г. І. Яковлєв відкрито підтримував новостворену ПМР, ці вилазки зазвичай не зустрічали опору з боку армійської гвардії, яка ніколи не піддавалася покаранню. Зрештою Яковлєв брав участь у підставі ПМР, служив у Верховній Раді ПМР і 3 грудня 1991 року прийняв посаду першого голови Міністерства оборони ПМР, внаслідок чого головнокомандувач Збройних Сил СНД Євген Шапошников наказав, щоб негайно звільнити його від звання та служби в російській армії. Наступник Яковлєва генерал Юрій Неткачов зайняв більш нейтральну позицію у конфлікті. Однак його спроби посередництва між Кишиневом і Тирасполем не увінчалися успіхом, і до червня 1992 ситуація переросла у відкрите військове зіткнення. 23 червня, після скоординованого наступу молдовських військ, генерал-майор Олександр Лебідь прибув до 14-ї армії. штабу з постійним наказом інспектувати армію, запобігти крадіжці озброєнь з її складів, зупинити конфлікт, що триває, усіма доступними засобами та забезпечити безперешкодну евакуацію озброєнь та особового складу армії з території Молдови та через територію України. Коротко оцінивши ситуацію, він прийняв командування армією, змінивши Неткачева, і наказав своїм військам безпосередньо вступити у конфлікт. 3 липня о 03:00 масований артилерійський удар з'єднань 14-ї армії, дислокованих на лівому березі Дністра, знищив молдовські сили, зосереджені в Гербовецькому лісі, неподалік Бендер, що фактично поклало край військовій фазі конфлікту. Румунські автори Анатолій Мунтян і Микола Чуботар приписують Лебедеві цитату, яка демонструє його підтримку придністровської справи: «Я пишаюся тим, що ми допомогли і озброїли придністровську гвардію проти молдовських фашистів». Він називав себе «гарантом» «Придністровської республіки».

#### Залучення російських та українських добровольців
На боці Придністров'я воювали добровольці з Російської Федерації та України, зокрема донські та кубанські козаки. Немає загального консенсусу щодо кількости добровольців або військової ролі, яку вони відігравали в конфлікті. За оцінками, від 200 до 3000.
Під час війни в Придністров'ї члени УНА-УНСО воювали разом із придністровськими сепаратистами проти урядових сил Молдови, нібито захищаючи велику етнічну меншість у Придністров'ї. Невідповідним мотивом допомоги переважно проросійському регіону була «боротьба слов'ян проти румунської агресії». Після війни 50 членів УНСО нагороджені медаллю ПМР «Захисник Придністров'я».
За даними румунських джерел, щонайменше одного ув'язненого з Бендерської в'язниці звільнили для зарахування до Придністровської гвардії.

### Участь Румунії
Незадовго до ескалації конфлікту в кінці червня 1992 року Румунія надала Молдові військову підтримку, постачаючи озброєння, боєприпаси та озброєні транспортні засоби, а також надсилаючи військових радників і навчаючи молдовських військових і поліцейських сил. На боці Молдови воювали добровольці з Румунії.

### Участь України
28 серпня 1991 року до Києва прибув лідер самопроголошеної Придністровської Молдавської Республіки Ігор Смирнов з метою ведення переговорів щодо приєднання Придністров'я до України. Проте переговори не відбулися, оскільки 29 серпня молдовська поліція заарештувала Смирнова, після чого його було доставлено у кишинівську тюрму (його було звільнено 1 жовтня того ж року).
Відсутність реакції на це з боку офіційного Києва підштовхнула УНСО до внесення української силової присутності в регіоні. Ця ідея начебто виникла в середовищі літніх львівських націоналістів, за зразком відправлення до Закарпаття похідних груп ОУН 1939 року, коли Карпатській Україні загрожувала угорська армія.
В березні 1992 року, коли конфлікт набув мілітарного характеру, група рівненських унсовців з'явилася в ПМР для налагодження контактів з місцевими українськими організаціями, лідери яких були готовими розмістити на своїй території велику кількість членів УНСО.
2 квітня члени УНСО безпосередньо вступили у бій. То були два рої (відділення), командирами яких були призначені Микола Карп'юк та Юрій Тима. Бойові дії на той час відбувалися на півдні ПМР (Слободзейський район) і під Дубоссарами (на лінії Дороцьке — Кошниця). Унсовцям виділили позиції поблизу села Кошниці з метою захисту автомагістралі, що пронизувала всю територію ПМР з півдня на північ. Поява українських громадян серед захисників Придністров'я викликала піднесення серед корінних українців. В Придністров'ї почали з'являтись українські православні церкви, в яких правили службу священики Київського Патріархату. Перша така церква (відреставрована) постала в с. Рашкові, де з середини квітня 1992 року в приміщенні загальноосвітньої школи розміщувався вишкільний унсовський центр. Настоятелем церкви став отець Володимир, доктор філософських наук. Пізніше він очолив новоутворену Придністровську єпархію УПЦ-КП.

Спогади тодішнього голови УНА–УНСО Юрія Шухевича:
«Ми приїхали в село Рашків, де розташовувалися унсовські казарми, штаб і вишкільний центр. Це було українське за духом село: у ньому є церква, де вінчався Тиміш Хмельницький. Атмосфера була особлива: усюди автоматники охорони, і щохвилини можна втрапити під обстріл. Але в Рашкові на віче зібрався цілий майдан синьо–жовтих прапорів. Ця атмосфера — з одного боку, прифронтова, а з другого — домашня, українська — запам'яталася багатьом»

## Міжнародні акти

### Резолюція ООН 2018 року
2018 року влада Молдови заявила про намір найняти міжнародну юридичну фірму для оцінки збитків від військової присутности Російської Федерації в Придністров'ї протягом 25 років. В інтерв'ю латвійському виданню Latvijas Avize спікер Молдовського парламенту Андріан Канду заявив, що в Придністров'ї незаконно перебувають близько 2000 російських військовослужбовців, яких в Кишиневі вважають «окупаційними силами». «Російські військові підрозділи представляють загрозу безпеці, оскільки це незаконна військова присутність, така ж, як знаходження російської армії в Абхазії, Південній Осетії і Східній Україні». У червні 2018 року Генеральна Асамблея ООН прийняла резолюцію із закликом до Російської Федерації вивести свої війська з Придністров'я (згідно із зобов'язаннями Стамбульського саміту ОБСЄ 1999 року).
На підтримку резолюції висловилися 64 держави, проти — 14, 83 країни утрималися. У свою чергу, Російська Федерація виконувати дане рішення відмовилась.

### Резолюція ПАРЄ
15 березня 2022 ПАРЄ прийняло фінальну версію документа «Наслідки агресії Російської Федерації проти України». Пункт 5 містить не лише згадку про Україну та Грузію, а й Молдову. Резолюцію про де-факто окупацію Придністров'я вніс 21 депутат, дев'ять із яких були румунами. Депутати з Молдови у внесенні поправки участі не брали, проте одноголосно підтримали поправку.